# Cymbidieae

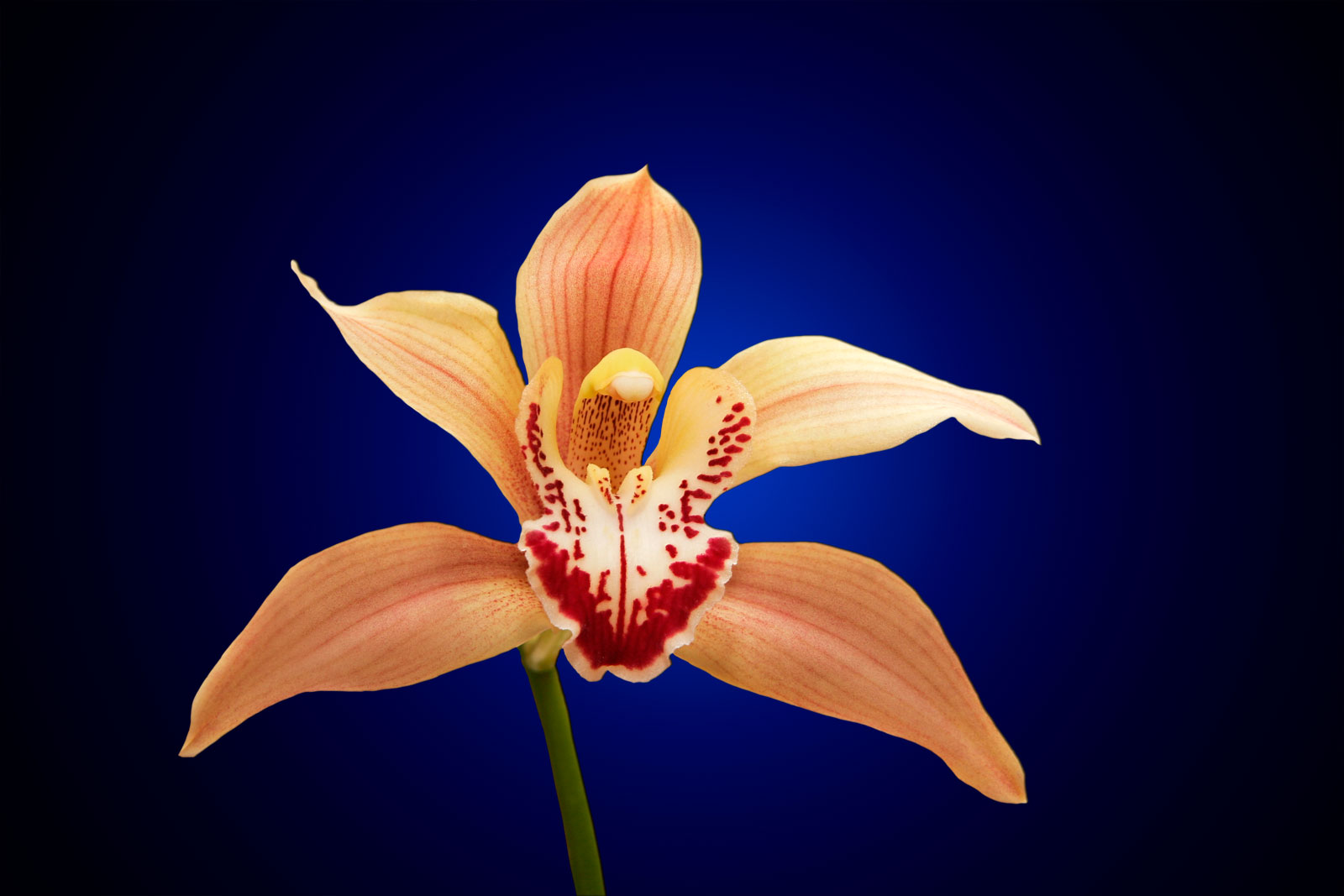
Гибридный цимбидиум

Cymbidieae — триба подсемейства Эпидендровые семейства Орхидные. Ранее рассматривалась как триба подсемейства Vandoideae.
Типовой род — Cymbidium Sw.
Встречаются в тропических и субтропических областях всех материков.
Триба объединяет внешне очень разнообразные симподиальные растения. У отдельных родов наблюдается тенденция к образованию тонкого моноподиально нарастающего побега. Поллиниев — 2.
Уникальной особенностью является формирование у отдельных высоко специализированных родов резко диморфных однополых цветков и даже двудомности (Catasetum). Прослеживается переход от энтомофилии к опылению цветков птицами (Fernandezia, Rodriguezia, Comparettia).
Хромосомы: 2n = 10, 14, 24-32, 36-44, 48, 50, 54, 56, 60, 68.

## Подтрибы и роды
В настоящее время в появлением новых методов исследований состав трибы пересматривается. Ниже приводится устаревшая схема основанная на системе Роберта Дресслера.
- Подтриба Acriopsidinae (менее 50 видов)
  - Род: Acriopsis
- Подтриба Catasetinae (около 150 видов)
  - Роды Catasetum, Cycnoches, Mormodes
- Подтриба Coeliopsidinae (менее 50 видов)
  - Роды Coeliopsis typus, Lycomormium, Peristeria
- Подтриба Cyrtopodiinae (более 400 видов)
  - Альянс Bromheadia
    - Род Bromheadia

  - Альянс Eulophia
    - Род Eulophia

  - Альянс Cyrtopodium
    - Род Cymbidiella, Cyrtopodium, Galeandra

  - Альянс Cymbidium
    - Роды Ansellia, Cymbidium typus, Grammatophyllum

  - Альянс Dipodium
    - Род Dipodium

  - Альянс гибриды
    - Роды Bifrenidium, Cymphiella, Cyrtellia, Eulocymbidiella, Galeansellia, Graphiella

- Подтриба Oncidiinae: почти 1000 видов, более 56 родов
  - Альянс Oncidium
    - Роды Ada, Aspasia, Brassia, Cochlioda, Miltonia, Miltoniopsis, Odontoglossum, Oncidium

  - Альянс Trichocentrum
    - Род Trichocentrum

  - Альянс Comparettia
    - Роды Oncidium, Comparettia, Rodriguezia

  - Альянс Trichophilia
    - Роды Notylia, Psychopsis, Trichopilia

  - Альянс Lockhartia
    - Род Lockhartia

  - Альянс гибриды (более 107 гибридных родов)
    - Роды Aliceara, Bakerara, Beallara, Brassidium, Burrageara, Colmanara, Degarmoara, Howeara, Maclellanara, Miltassia, Miltonidium, Odontobrassia, Odontocidium, Odontonia, Rodricidium, Trichocidium, Vuylstekeara, Wilsonara

- Подтриба Pachyphyllinae (менее 50 видов)
  - Род Pachyphyllum

- Подтриба Thecostelinae (менее 50 видов)
  - Род Thecostele